# Josh Cohen
Pour les articles homonymes, voir Cohen.
Josh Cohen (en hébreu : ג'וש כהן), né le 18 août 1992 à Mountain View en Californie, est un joueur américano-israélien de soccer, qui joue au poste de gardien de but à l'Atlanta United FC.

## Biographie
Josh Cohen grandit dans une famille d'origine juive. Il joue quatre saisons de soccer universitaire pour l'Université de Californie à San Diego de 2010 à 2013. Cohen est diplômé de génie biologique et d'informatique. Au début de l'année 2014, il fait un essai au Union de Philadelphie. 
Après ses études, il commence la saison 2015 sous les couleurs des Dragons de Burlingame en Premier Development League, retrouvant son ancien entraîneur universitaire. 
Le 10 août 2015, il rejoint les Blues d'Orange County en United Soccer League. Il dispute son premier match professionnel le 14 septembre suivant, contre les Whitecaps 2. Il signe un nouveau contrat avec les Blues le 23 février 2016. Le 21 décembre suivant, il rejoint le Rising de Phoenix, avec qui il remporte le titre de joueur du mois de septembre. 
Le 16 janvier 2018, il rejoint le Republic de Sacramento. Cohen est nommé parmi les finalistes du meilleur gardien de la saison 2018, et figure dans la seconde équipe-type du championnat. 
Le 19 juillet 2019, il est recruté par le Maccabi Haïfa et signe un contrat de deux ans,. Il dispute son premier match avec son nouveau club le 21 septembre 2019 face au Maccabi Tel-Aviv. Dès sa première saison, il devient le titulaire dans les cages des Verts.  Il signe un nouveau contrat de deux ans avec le Maccabi Haïfa le 31 août 2020. Lors de la saison 2020-2021, il mène le Maccabi Haïfa à son premier titre de champion d’Israël depuis 10 ans, et est nommé joueur de la saison,. Il signe un nouveau contrat d'un an avec les Verts le 21 juin 2022, malgré des discussions avec Atlanta United. Puis, il remporte les barrages de la Ligue des champions contre l'Étoile rouge de Belgrade et participe à sa première phase de groupes de la Ligue des champions,.

## Palmarès
Maccabi Haïfa
- Champion d'Israël en 2021 et 2022
- Vainqueur de la coupe de la Ligue israélienne en 2022
- Vainqueur de la supercoupe d'Israël en 2021

## Statistiques
| Saison                | Club                   | Championnat           | Championnat | Championnat | Coupe nationale | Coupe nationale | Coupe de la Ligue | Coupe de la Ligue | Supercoupe | Supercoupe | Compétition(s) continentale(s) | Compétition(s) continentale(s) | Compétition(s) continentale(s) | Séries | Séries | Total | Total |
| Saison                | Club                   | Division              | M.          | B.          | M.              | B.              | M.                | B.                | M.         | B.         | Comp.                          | M.                             | B.                             | M.     | B.     | M.    | B.    |
| 2015                  | Blues d'Orange County  | USL                   | 1           | 0           | -               | -               | -                 | -                 | -          | -          | -                              | -                              | -                              | -      | -      | 1     | 0     |
| 2016                  | Blues d'Orange County  | USL                   | 13          | 0           | -               | -               | -                 | -                 | -          | -          | -                              | -                              | -                              | 2      | 0      | 15    | 0     |
| Sous-total            | Sous-total             | Sous-total            | 14          | 0           | -               | -               | -                 | -                 | -          | -          | -                              | -                              | -                              | 2      | 0      | 16    | 0     |
| 2017                  | Rising de Phoenix      | USL                   | 27          | 0           | 2               | 0               | -                 | -                 | -          | -          | -                              | -                              | -                              | 1      | 0      | 30    | 0     |
| 2018                  | Republic de Sacramento | USL                   | 34          | 0           | 3               | 0               | -                 | -                 | -          | -          | -                              | -                              | -                              | 1      | 0      | 38    | 0     |
| 2019                  | Republic de Sacramento | USLC                  | 16          | 0           | 2               | 0               | -                 | -                 | -          | -          | -                              | -                              | -                              | -      | -      | 18    | 0     |
| Sous-total            | Sous-total             | Sous-total            | 50          | 0           | 5               | 0               | -                 | -                 | -          | -          | -                              | -                              | -                              | 1      | 0      | 56    | 0     |
| 2019-2020             | Maccabi Haïfa          | Ligat HaAl            | 31          | 0           | 3               | 0               | 0                 | 0                 | -          | -          | C3                             | 0                              | 0                              | -      | -      | 34    | 0     |
| 2020-2021             | Maccabi Haïfa          | Ligat HaAl            | 32          | 0           | 4               | 0               | 4                 | 0                 | -          | -          | C3                             | 4                              | 0                              | -      | -      | 44    | 0     |
| 2021-2022             | Maccabi Haïfa          | Ligat HaAl            | 33          | 0           | 0               | 0               | 1                 | 0                 | 1          | 0          | C1+C4                          | 2+11                           | 0                              | -      | -      | 48    | 0     |
| 2022-2023             | Maccabi Haïfa          | Ligat HaAl            | 3           | 0           | -               | -               | -                 | -                 | 1          | 0          | C1                             | 6                              | 0                              | -      | -      | 10    | 0     |
| Sous-total            | Sous-total             | Sous-total            | 99          | 0           | 7               | 0               | 5                 | 0                 | 2          | 0          | -                              | 23                             | 0                              | -      | -      | 136   | 0     |
| Total sur la carrière | Total sur la carrière  | Total sur la carrière | 190         | 0           | 14              | 0               | 5                 | 0                 | 2          | 0          | -                              | 23                             | 0                              | 4      | 0      | 238   | 0     |